# Шевченко Максим Леонардович
Макси́м Леона́рдович Шевче́нко (нар. 22 лютого 1966 року, Москва) — російський, журналіст, телеведучий, пропагандист, політик та громадський діяч.
Депутат Законодавчого зібрання Владимирської області VII скликання з 9 вересня 2018 року. Член Ради при президенті Російської Федерації по розвитку цивільного громади і правам людини (2012—2018). Член Суспільної палати Російської Федерації другого і третього складів (2008—2012).

## Біографія

### Походження
Дід Шевченка по матері, Василь Фомич Юськович, походив із селян Західної Білорусі. Відсидів рік за шпигунство на користь Польщі по звинуваченню у тому, що він за завданням розвідки мав підірвати міст через Волгу. Дід був професором і займався викладанням фізики в Ульянівському педагогічному інституті, володів п'ятьма мовами. За переконаннями — комуніст. Бабця по матері, Номоконова Нона Петрівна, — донька революціонера Номоконова Петра Кузьмича, який був евенком за походженням (також є далеким родичем радянського снайпера Семена Номоконова). Василь Фомич і Нона Петрівна переїхали жити до Москви. За одними даними, його тато — єврей, за іншими — українець, працював геофізиком у Туркменістані, Сибіру, Печорському вугільному басейні та на Мангишлаці.
Мати (нар. 1932) — з Благовещенська.

### Освіта
Закінчив 3-ю спеціальну школу з поглибленим вивченням німецької мови. Навчався у одній школі зі Станіславом Белковським.
У 1990 р. закінчив Московський авіаційний інститут ім. Серго Орджонікідзе за спеціальністю «Конструювання та технологія електронних обчислюваних засобів». Має незакінчену другу вищу освіту зі сходознавства — прослухав курс лекцій в Інституті країн Азії та Африки МГУ з історії культури та арабської мови.

#### Викладацька діяльність
З 1993 по 1995 рік викладав історію Росії та історію Західної Європи у православній класичній гімназії «Радонеж-Ясенево».

### Робота журналістом, теле- і радіоведучим
З 1989 по 1991 р. працював спеціальним кореспондентом газети «Вісник християнської демократії», яку видавав Християнсько-демократичний союз Росії.
З 1994 по 1995 р. працював редактором у педагогічній газеті «Перше вересня».
З 1991 по 1996 рік керував відділом поезії літературного журналу «Твёрдый ЗнакЪ».
У виданні «Независимая газета» з січня 1996 року вів спеціалізовану шпальту, присвячену релігійним проблемам; з січня 1997 року — відповідальний редактор додатку «НГ-релігії».
За пору роботи у «НГ» неодноразово виїжджав у спеціальні відрядження до «гарячих точок»: у 1996 та 1997 рр. — до Афганістану, у 1996—1998 рр. — неодноразово до Північного Кавказу: у Чечню та Дагестан.
Автор великої кількості публікацій, у яких він висловлює свої погляди на релігійну, культурну та воєнну тематику. Керівник Центру стратегічних досліджень релігії та політики сучасного світу.
У 2002 р. вперше з'явився на телебаченні у кадрі в якості гостя ток-шоу Володимира Познера «Времена» на каналі ОРТ. Також багато виступав у програмі Світлани Сорокіної «Основний інстинкт».
З жовтня 2005 по червень 2011 рр., прийнявши запрошення Костянтина Ернста, вів авторське суспільно-політичне ток-шоу «Судіть самі» на «Першому каналі». У 2007 та 2008 рр. — ведучий теледебатів кандидатів у депутати Держдуми та президента Росії на тому ж каналі. У 2008 р. за свою професійну діяльність у рамках телепередачі «Судіть самі» отримав премію Союзу журналістів Росії «Золоте перо Росії».
Також Шевченко — частий гість ранкового шоу «Сергій Стіллавін та його друзі» радіостанції «Маяк» та передачі «Особлива думка» на станції «Эхо Москвы».
Влітку 2009 р. спільно з окружною державною ТРК «Ямал-Регіон» підготувив ток-шоу «Цивілізація-Північ».
Автор проектів «НГ-Релігії», політико-філософського тижневика «Смысл», прес-клубу «Східна політика»; експерт з проблем етнокультурної та релігійної тематики.
Разом з медіа-ідеологом Мариною Леско модерував проєкт «Астана у віртуальному просторі Second Life».
2 вересня 2009 року Шевченкові було відмовлено в отриманні візи для подорожі до Грузії у складі делегації «суспільної комісії з врегулювання гуманітарних наслідків грузино-російського конфлікту».
В 2012 р. вів програму «У контексті» на «Першому каналі». Через 6 років після звільнення з каналу визнав: «Працюючи ведучим на „Першому каналі“, я повинен був говорити не те, що думаю, а те, чого вимагає редакційна політика».
З 2013 року — гість програми «Позиція» на радіостанції «Російська служба новин». З березня 2015 року — колумніст радіостанції Коммерсантъ FM у програмі «Точка зору». Також працював редактором інтернет-видання «Кавказька політика».
У вересні 2015 р. перейшов на НТВ. З 6 вересня по 27 грудня 2015 р. був ведучим інформаційно—аналітичної програми «Точка», з 22 січня по 18 березня 2016 р. разом з Сергієм Мінаєвим вів ток-шоу «Більшість».
З 7 грудня 2016 року вів нічну авторську програму «Один» на радіостанції «Эхо Москвы».

### Суспільна та політична діяльність
- Під час президентських виборів в Україні 2004 року працював у штабі Віктора Януковича[34].
- У 2008 та 2010 роках — Член Суспільної палати РФ:[35][36]
  - керівник робочої групи з розвитку суспільного діалогу та інститутів цивільного громади на Кавказі (2010 рік);
  - член комісії Суспільної палати з межнаціональних відносин та свободи совісті (2008 та 2010 рр.).
- Член Опікунської Ради Федерального порталу «Проект-Закону.ru».[37]
- Член «Антипомаранчового комітету». У лютому 2012 року під час протестів проти фальсифікацій на парламентських виборів виступав на мітингу на Поклонній горі.[38][39]
- На виборах до Держдуми 2016 року балотувався як самовисуванець у південному окрузі Дагестану[40], куди входять 25 районів, частина Цунтинського району, а також міста Буйнакськ і Хасав'юрт. У серпні надав у ЦВК для перевірки та подальшої реєстрації 17 500 підписів (3 % від числа виборців). 13 серпня регіональний ЦВК не зареєстрував Шевченко по результатам експертизи підписів, сам кандидат пов'язував подібне рішення з конфліктом між ним та головою МВС республіки.[41][42][30].

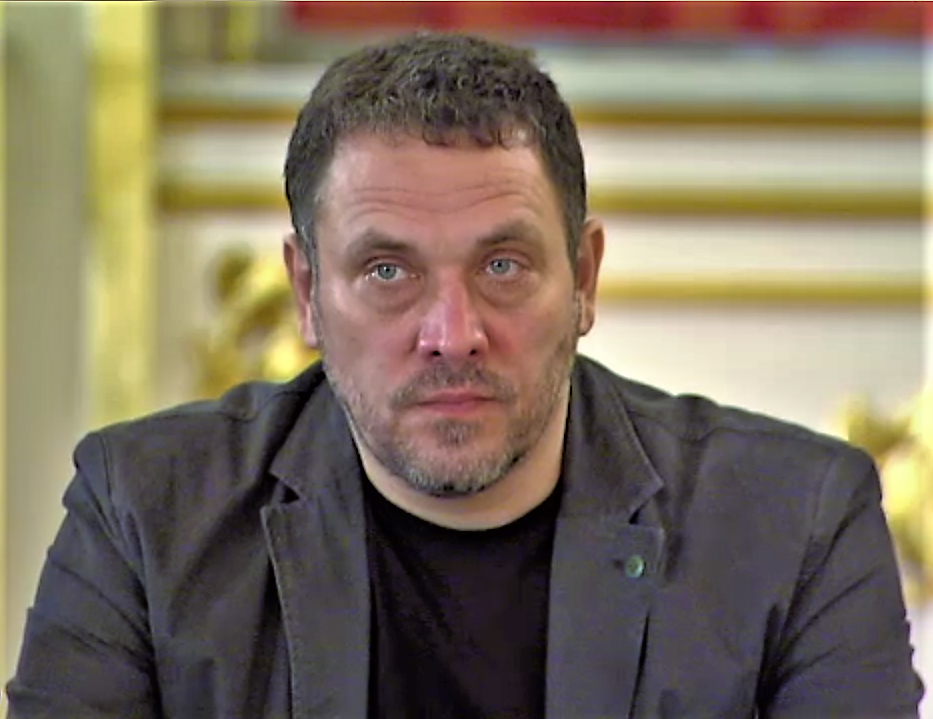
Максим Шевченко на засіданні Ради з розвитку цивільного суспільства і правам людини 14 жовтня 2014 р.

- З 2012 по 2018 рр. був членом Ради при Президенті Російської Федерації з розвитку громадянського суспільства і прав людини.
- З 2012 по 2018 рр. входив до складу Ради при Президенті Російський Федерації з міжнаціональних відносин.[43][44]
- Постійний член Ізборського клубу.
- Є фундатором та директором «Фонду незалежних інформаційних досліджень», Фонду «Кавказський Громадянський Форум», «Фонда содействия развитию культурного многообразия народов» (разом з Олександром Бородаєм), Фонду підтримки історичних традицій «Повернення» (разом з Петром Мультатулі), Видавництва «Незалежний Релігійний Огляд» (разом з Віталієм Третьяковим), Видавничого Дому «Контент» (разом з ЗАО «Росбалт»), ТОВ «Кавказська Медіагруппа», та ін.[45]

#### Участь у лівому русі
З жовтня 2017 р. — член правління Лівого фронту.
На початку 2018 р. Шевченко став довіреною особою кандидата від КПРФ Павла Грудініна, підтримував його на президентський виборах.
У червні 2018 року став одним з керівників виборчого штабу кандидата від КПРФ Вадима Кумина на виборах мера Москви.
16 червня 2018 року був висунутий КПРФ кандидатом у губернатори Владимирської області. Сам Шевченко позначив, що це пов'язано, зокрема, з тим, що він дуже добре знає цей регіон. Також він очолив список КПРФ на виборах у регіональный парламент.
3 серпня виборчком Владимирської області відмовив Максиму Шевченко у реєстрації, посилаючись на те, що він не подолав «муніципальний фільтр», представивши недостатню кількість підписів муніципальних депутатів, 6 серпня був зареєстрований список на вибори у Законодавче зібрання на чолі з Шевченко. Виборча кампанія була побудована на жорсткій критиці діючої губернаторки Світлани Орлової.
9 вересня 2018 року обраний депутатом Законодавчого зібрання Владимирської області, де зайняв пост керівника фракції КПРФ, а також увійшов у склад комітету обласного парламенту з аграрної політики, природокористування та екології, а також став членом Комітету з питань промислової політиці, інвестицій, малого і середньому бізнесу, стратегічного планування і власності.

## Особисте життя
Одружений з Любовю Шевченко (до шлюбу Цветковою), колишньою журналісткою телеканалу «Перший ярославський». Батько двох дітей. Перша дружина — журналістка російського державного телеканалу «Russia Today» Надія Кеворкова.
У квітні 2020 р. Максима Шевченка госпіталізували із двосторонньою пневмонією тільки після того, як він сам звернувся у приватну клініку, де зробили комп'ютерну томографію і біохімічний аналіз крові, після чого підтвердили діагноз запалення легенів. Про це він розповів 8 квітня в ефірі радіостанції «Эхо Москвы». За словами журналіста, у нього протягом 10 днів була висока температура, але російські лікарі відмовляли його робити тест на коронавірус і намагалися переконати в діагнозі ГРВІ. Дільничний лікар і зовсім сказав журналісту, що у нього ГРЗ. «Здати тест на коронавірус складніше, ніж поставити запитання Путіну на „Прямій лінії“ (щорічний прямий ефір, під час якого президент РФ відповідає на запитання громадян)», — каже він. Наразі Шевченко у лікарні, де лікарі також не знають, де результати його тесту на коронавірус.
Заявив, що офіційна статистика захворюваності знижується. Незважаючи на результати тестів, Шевченко впевнений, що захворів на COVID-19. «Я перехворів на коронавірус, як і величезна кількість інших людей. Статистика знижується, а лікарні переповнені хворими з пневмонією. Лікарі — святі люди, які тут працюють, кажуть, що немає різниці і двостороння пневмонія одне і те ж, що і COVID-19. Вони навіть діагноз вже стали ставити COVID-пневмонія. Ви навіть не уявляєте, яка кількість реально хворих людей», — наголосив Шевченко. Він впевнений в наявності корупційної схеми навколо тестів на коронавірус. «Ці тести просто хтось отримав контракт, величезні гроші, і тепер вся країна змушена сидіти і залежати від чиїхось злочинних дій. Тести — це абсолютна розводка і комерційне шахрайство! Вони нічого не показують і, спираючись тільки на тести, можна довести людину до смерті», вважає журналіст.

## Погляди
Шевченко називає себе інтернаціоналістом, вважає себе безумовним державником, але не є імперіалістом. Говорить, що ніколи не сприйме розпад СРСР, виступає за розрив співпраці Росії з НАТО. Щодо своїх релігійний поглядів у інтерв'ю интернет-виданню «Релігія та ЗМІ» позначив наступне: «Я був і лишаюся православним християнином, членом Російської Православної Церкви Московського патріархату. У мене є добрі знайомі серед мусульман і серед православних, серед протестантів і серед атеїстів, серед комуністів і серед демократів».
У 2013 р. Шевченко називав геноцид росіян у Чечні «легендою, що не має достатньо внятного підтвердження», оскільки масштабне вбивство росіян «відбулося після початку масових бомбардувань Грозного».
У 2014 р. Шевченко висловився з приводу підсумків царювання Романовых: «Династія Романовых, починаючи з Олексія Михайловича, та Петра, — це, швидше, династія окупантів на руській землі».
У грудні 2014 року виступав за війну з Україною: «Воювати слід по-справжньому. Цей закон — закон війни. Я за війну… Ті російські військові, що там [в Україні] перебувають… туді відправлені у спеціальне відрядження. І ще раз підкреслю, дивно було би, якщо б їх там не було. Чесно кажучи, тоді можна було б здивовано подивитися на наш уряд… Грош ціна була би такому уряду». Вважав, що «слід було брати Мариуполь», і що «війна не повинна обмежуватися ось цим простором двох анклавів (ДНР і ЛНР)».
У 2015 р. схвалив Міжнародний руський консервативний форум за участі фашистських партій у Петербурзі: «Росія бореться не з фашизмом, а з ліберал-фашизмом, тому участь представників фашистський партій у „Міжнародному руському консервативному форумі“ — це нормально». За його словами, те, що Росія дає майданчик для виступу всіх політичних сил — це добрий знак. Росія дає висловитися тим політикам, яких виключили з політичного діалогу у Європі. «Це значить, у Росії більше демократії, ніж у Європі».
У жовтні 2015 р. член Ради з прав людини при президентові Росії Максим Шевченко попросив Володимира Путіна створити на федеральному рівні спеціальну групу з розслідування вбивств журналістів у Дагестані, а також запропонував законодавчо прирівняти замах на життя журналіста до замаху на життя суспільно значущої особи.
В економіці Шевченко схвалює інфляцію («Діло в тому, що інфляція не є бідою. Інфляція є природним інструментом подолання економічної кризи. І штучне стримування грошової маси, інфляції, на руку тільки тім спекулянтам, що працюють з доларами»), продовольче ембарго («Ці санкції [продембарго] введені правильно, коли вони були введені, я їх відразу підтримав. Я вважаю, що міжнародні спекулянти, знищуючи російське сільське господарство і внутрішнє сільгоспвиробництво, завалюють Росію продукцією чужого сільгоспвиробництва, підтримують чужі країни і просто висмоктують з нашого населення гроші… А ми що, самі не можемо виробляти молочні продукти? Ось і навчимося») зі знищенням «санкційних» продуктів («Ну, ось я, припустимо, бачив в інтернеті репортаж про знищення там кількадесятьох тонн польського сала. Вам шкода польського сала? Ви вважаєте, що польське сало за будь-яких обставин потрапити до соціально незахищених росіян?»).
Добре відгукується про Фонд Карнеги, у якому працював: «Є ЗМІ, припустімо, які мають західне походження, ось „Карнеги“, наприклад. Мені дуже подобається „Карнеги“, загину проти того, щоб його подвергали якимось репресіям.»
Шевченко вітає дезурбанизацию: «переїзд російського населення у село приведе до стабільності, у кожній сім'ї буде по п'ять дітей». Геїв між тим називає «зброєю антихриста»
У 2017 р. Шевченко рішуче висловився у захист російського олігарха Сулеймана Керимова, арештованого у Ніцці. Керимов, на думку Шевченко, — «один із стовпів російського легального, респектабельного бізнесу».
30 січня 2018 року в ефірі радіо «Комсомольська правда» М. Сванідзе вступив у спір з М. Шевченко щодо відповідальності І. Сталина за катастрофічні поразки Радянської армії на початку Другої Світової війни в СРСР. У ході спору Сванідзе пообіцяв ударити Шевченко, а той встав і запропонував зробити це. Сванідзе ударив Шевченко по обличчю, а той кількома ударами у відповідь повалив Сванидзе на піл студії.
У травні 2018 року заявив про вихід із Ради при Президенті РФ з прав людини у знак протесту на відмову даного органу обговорювати публічні массові арешти та побиття у Москві невідомими озброєними формуваннями митингарів під час акції «Він нам не цар» 5 травня 2018 р. Його рішення публічно підтримав відомиі телеведучій Володимир Познер, назвавши Раду «декоративним органом, який за час свого існування не схвалив жодного рішення». Пізніше Шевченко заявив, що влада готує «козаків» для придушення мирних протестів та назвав їх «чоррносотенцями»: «Ми з подивом дізнаємося, що в Москві є якісь станиці та хутори, які представляють ось ці озброєні люди у формі. Ніколи в Москві не було жодного козацтва. Козаки були на Дону, на Кубані, на Тереку, у Сибіру, на Яїку. Центральна Росія — Москва, Петербург та інші міста й села Центральної Росії — ніколи не знали жодного козацтва. Тобто ми маємо справу з чорносотенними бойовиками фашистського спрямування».
Виступає проти пенсійної реформи у Росії.
На думку Шевченко «ліві є по суті лібералами, ми виступаємо за свободу… не через розвиток капіталізму і великого капіталу, а через підпорядкування капіталізму і великого капіталу інтересам народу… ми повинні вирвати з пазурів колоніального капіталу нашу Батьківщину!». «Я вітаю конфлікт з Заходом, розрив зв'язків з Заходом. Чим більше моя країна розірве фінансових, інформаційних, економічних, політичних чи воєнних зв'язків з Заходом, тим ліпше».
Щодо Криму сприймає його окупацію позитивно, вважає його російською територією. Коментуючи у грудні 2018 р. ситуацію навколо Матроського бульвару («серця історії міста»), заявив, що «вже другий губернатор намагається зламати об коліно дух Севастополя» і оцінив дії виконавчої влади, що перешкоджають його реконструкції, як «політичний маразм».
Є шанувальником соціалізму Нестора Махно, який «допоміг більшовикам розбити українських націоналістів і Денікіна».
Схвалює воєнне присутність РФ у ЦАР, вважає що це важливіша країна Африці: «Це буквально розсипи алмазів, розсипи золота і уранові родовища. ЦАР — одна з найбагатших на корисні копалини країн в Африці». В інтерв'ю заявляв, що це дозволяє проводити політику в усіх навколишніх країнах, відразу стаючи оператором по всій Західній і Центральній Африці. Вітає відправлення російських ЧВК у Лівію «з точки зору захисту національних інтересів нашого народу»: «якщо би відправлення воєнних підрозділів було в інтересах руського народу, ось він від цього богатів та процвітав би… Від цього у нього збільшувалося би там внутрішнє виробництво і з'являлися би #нові ринки збуту.»
Схвалює діяльність ЧВК «Вагнера».
Виступає за відродження звичаю кровной помсти у Росії.
З оптимізмом сприйняв результати президентських виборів в Україні та перемогу В.Зеленського.

## Оцінки
По свідоцтву Дар'ї Митиної, «Макс Шевченко — це людина, у якої немає поглядів, він однаково пристрастно, однаково переконливо може відстоювати будь-яку позицію».
Публіцист Олександр Скобов називав Шевченко фашистом «з певним налітом лівизни».
На думку письменника і публіциста Д. Л. Бикова, висловленому у газеті «Собеседник», серед лібералів Шевченко має репутацію фундаменталіста, його регулярно називають «людожером, провокатором і фанатиком», а також, «Шевченко займає у оцінці близькосхідної ситуації радикальну позицію» у підтримку ісламістського руху Хамас і проти Израиля. Аналогічної думки про Шевченко дотримується у статті в журналі «Континент» публіцист Т. Боярский.. Завідувач відділом «Независимой газеты» Олександр Шерман вважає позицію Шевченко упередженої і стверджує, що Шевченко спотворює факти, описуючи арабо-ізраїльський конфлікт. Публіцист Л. А. Радзиховский у газеті «Єврейське слово» висловив думку, що «Шевченко став, можна сказати, неофіційним послом Хамас у Росії». Заяву Шевченка про те, що ідеологія Хамас тотожня до християнських демократів, розкритикував філософ и політолог Олександр Дугін:

…Замечательные люди дикторами у нас работают на Первом канале, утверждающие, что «Хамас» — это аналог социал-демократии, христианской демократии. Конечно, это исламистское движение, ваххабитское движение, фундаменталистское движение. Мы знаем даже программу партии «Хамас». Смысл её сводился: ислам — наше решение. Вот с какими программами эта партия победила на выборах. И я просто удивлюсь некоей пристрастности наших людей, которые настолько любят фундаментальный исламизм, работая на Первом канале, что уже для этого утверждают самые нелепые вещи.

…На Першому каналі у нас працюють дикторами чудові люди, які стверджують, що «Хамас» — це аналог соціал-демократії, християнської демократії. Звичайно, це ісламістський рух, ваххабитский рух, фундаменталістський рух. Ми знаємо навіть програму партії «Хамас». Сенс її зводився до того, що іслам — наше рішення. Ось з якими програмами ця партія перемогла на виборах. І я просто дивуюся якоїсь упередженості наших людей, які настільки люблять фундаментальний ісламізм, працюючи на Першому каналі, що вже для цього стверджують найбезглуздіші речі.
Політолог і політичний географ Д. Б. Орешкин у «Еженедельном журнале» розкритикував і спростував заяву Шевченко в ефірі «Эха Москвы» про те, що буцімто під час сталінський репресій не було массових судових процесів, у яких би підсудними було 58 людей, як у справі про терористичний акт в Нальчику у 2005 році. Орешкін вказує, що по одній тільки справі «Всеукраїнського центрального блоку» восени 1937 року в Соловецькому таборі засуджені і розстріляні 134 людини, навіть якщо не брати до уваги масові позасудові розправи.
27 липня 2011 року Російський єврейський конгрес звернувся з листом до Громадської палати РФ із закликом виключити Максима Шевченка з її лав та направив лист керівництву «Першого канала» із закликом припинити співпрацю з Максимом Шевченком, прибравши з нічного ефіру випуски його щотижневого ток-шоу «Судите сами». Пізніше конгрес звернувся до редакції радіо «Эхо Москви» із закликом ввести мораторій на ефіри за участю Шевченка. Це відбулося після того, як тележурналист назвав А. Брейвика, який скоїв у Норвегии подвійної терористичний акт, «крайнім любителем політики Израиля». Розвиваючи свою думку, він підкреслив: «Політика держави Ізраїль по щодо палестинців… нагадує у багатьох моментах нацистську політику у Німеччині щодо євреїв». Головний редактор радіостанції «Эхо Москвы» О. О. Венедиктов у свою чергу відмовився призупиняти співпрацю, пояснюючи це тим, що «свобода слова важливіша, ніж образливі і провокаційні заяви по відношенню до будь-якої держави».

Про розпад СРСР:
Біловезька угода 1991 року, що була підписана у маленькому партійному будиночку у Беловежській пущі Ельциным, Кравчуком і Шушкевичем, — було, є і залишається кричущим прикладом зради інтересів народів заради інтересів, бажань і сподівань вузької групи номенклатури і бюрократії.

Щодо президентських виборів у США 2008:
… я тут побився об заклад з багатьма — впевнений, що Маккейн переможе у вівторок.

Про пропаганду гомосексуалізму:
Вся ця пропаганда гомосексуалізму — це спроба зміни людської природи та людської етики. І зміни в тому сенсі, що людей хочуть перетворити на істот абсолютно керованих, невпевнених у собі, невпевнених настільки, що вони навіть не знають хто вони за своєю сексуальністю — чоловіки чи жінки. Позбавити людину тієї фундаментальної, базової ідентичності, яка їй дана.

## Нагороди
- Вища професійна нагорода Союзу журналістів Росії «Золоте перо Росії» (2008).
- Подяка Президента Російської Федерації (23 квітня 2008) — «за інформаційне забезпечення і активну громадську діяльність з розвитку громадянського суспільства у Російський Федерації».[110]
- Срібна кнопка YouTube, якою нагороджують за досягнення каналом відзначення у 100 000 (сто тисяч) підписників чи більше (2017).

### Книги
- Шевченко М. Л., «Сквозь мутное время. Русский взгляд на необходимость сопротивления духу века сего». {{{Заголовок}}}. — М. : Центрполиграф, 2013. — 320 с. — 3000 прим. — ISBN 978-5-227-04755-7.